# Nicanor Abelardo

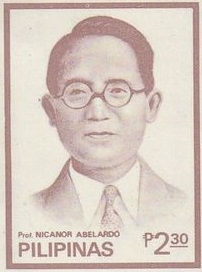
Nicanor Abelardo, Gedenkbriefmarke Philippinen 1982

Nicanor Santa Ana Abelardo (* 7. Februar 1893 in San Miguel de Mayumo, Bulacan, Philippinen; † 21. März 1934 in Manila, Philippinen) war ein philippinischer Komponist, Pianist und Musikpädagoge. Nicanor Abelardo wird angerechnet, viel in der Entwicklung des Kundiman, einer philippinischen Liedform, zum Kunstlied geleistet zu haben.

## Leben

### 1893 Kindheit, Familie und erste musikalische Ausbildung
Nicanor Santa Ana Abelardo war das erste Kind von Valentin Abelardo und Placida Santa Ana. Placida stammte aus einer Familie von Malern, Holzschnitzern und Bildhauern, sang im Kirchenchor und arbeitete als Schneiderin und Reishändlerin. Sie hatten acht Kinder. ´Drei von ihnen starben in früher Kindheit. Valentin war musikalischer Autodidakt. Er spielte Violine, war Musiklehrer in San Miguel, unterrichtete alle Streichinstrumente und leitete ein Rondallaensemble. Er versuchte auch mit verschiedenen anderen Berufen, Geld zu verdienen. So hatte er ein Fotostudio, versuchte sich als Goldschmied, Uhrmacher, Schneider, Hutmacher und mit einer Fabrik für Rattanstühle. Valentin Abelardo unterrichtete Nicanor im Alter von fünf Jahren in Musiktheorie und im Spiel von Bandurria, Gitarre. Im Alter von sechs konnte er die Wilhelm-Tell-Ouvertüre auf der Gitarre spielen und man bezeichnete ihn als Wunderkind. Er spielte in verschiedenen Musikgruppen, die sein Vater leitete, der ihn bei Fehlern immer heftig kritisierte. Aus Selbstschutz übte er sehr gewissenhaft. In dieser Zeit lernte er die Kundimans, die in der Stadt gesungen wurden, kennen. Er konnte sie einmal gehört leicht nachspielen. Mit sieben Jahren erhielt er von seinem Vater Violinunterricht. Im Alter von acht oder neun komponierte er sein erstes Musikstück, den Walzer Ang Unang Buko, den er seiner Großmutter Macaria Libunao widmete. Comandante Sartu und Padre Joaquin, zwei einflussreiche, im Ort lebende, Spanier erkannten das Talent des Jungen und wollten, ihn zum Musikstudium nach Spanien schicken. Seine Mutter aber war dagegen, bedauerte dies aber später sehr.

### 1902 bis 1916 Zeit bis zum Musikstudium
1902 nahm ihn sein Onkel Juan Abelardo mit nach Manila, wo er verschiedene Schulen besuchte, sich aber schwer tat.  Um die zweite Klasse zu absolvieren, benötigte er drei Jahre. Er machte lieber Musik. Im Haus seines Onkels begann er Klavier zu spielen. Seine Cousine Victoria hatte Klavierunterricht und obwohl Nicanor nur bei den Stunden zuhörte, übte er fleißig selbst und spielte bald besser als seine Cousine. Als sein Vater erfuhr, dass Nicanor vor allem Klavier spielte, holte er ihn nach Hause zurück. Er erhielt Gesangsunterricht bei Enrico Capozzi, der es ablehnte für den Unterricht eines so begabten Jungen, bezahlt zu werden. Auf Empfehlung des Komponisten Francesco Buencamino musizierte er mit 13 Jahren in Salons. Mit fünfzehn wurde er Lehrer in einer Schule in Sibul, danach in San Ildefonso und San Miguel. Mit 18 ging er zu seinem Onkel Juan nach Manila zurück. Als sein Onkel bemerkte, wie gut er Klavier spielen konnte, suchte er einen professionellen Musiklehrer für ihn, den besten Kinopianisten in Manila, Francisco Buencamino. Ab da begleitete er Filme im Kino Cinematografico Filipino und spielte in Lokalen und Theatern. Er fand aber mehr Arbeit als Gitarrist, der verschiedene Sänger begleitete. So lernte er Florentino Ballacer, eine führende Figur in der Zarzuelaszene dieser Zeit, kennen. Der war sehr beeindruckt von den Fertigkeiten Nicanors im Gitarrespiels und seine Improvisationsfähigkeiten. 1912 bat Buencamino Abelardo, zusammen mit ihm eine Zarzuela zu schreiben. Eine neue Herausforderung für Nicanor. Ballacer als Librettist und Abelardo als Komponist fertigten so die Zarzuela in drei Akten Lucila. Das Stück wurde im Alten Opernhaus in Manila aufgeführt und fiel durch. Kritiker schrieben über einen erstklassigen Flop. Die nächste Zusammenarbeit war ein paar Monate später die einaktige Operette Akibat, die jetzt ein voller Erfolg war. Die Verleger und Produzenten wollten nun alles von Abelardo haben, was auch immer er komponierte. Nicanor wollte weiterhin mit Buencamino musizieren. So spielten sie in den Salons der Calle de Aceiteros.

### 1916 Zeit an der Universität der Philippinen und in den Vereinigten Staaten
Ab 1916 studierte er am Musikkonservatorium der Universität der Philippinen in Manila. Seine Klavierdozent war José Estella, sein Violinlehrer Bonifacio Abdon, Gesangslehrer war Victorino Careon, ein gefeierter Tenor, und auf der Bandurria unterrichtete ihn José Silos. Auch Guy F. Harrison und Robert Schofield waren unter seinen Lehrern. Er erlernte die Grundlagen des Cellospiels und schrieb später auch Kompositionen für Violoncello solo. Sein Studium finanzierte er unter anderem damit, dass er im Manila Hotel und im Santa Ana Cabaret musizierte. 1917 gewann er einen Kompositionswettbewerb der Universität mit der Hymne U.P. Beloved. Am 1. Juli 1917 heiratete er Sixta Naguiat, die als Kartenverkäuferin im Kino arbeitete, in der Kirche Santa Cruz in Manila. Ab 1918 unterrichtete er selbst als Assistent Musiktheorie und Harmonielehre. 1921 wurde er mit einem Lehrerdiplom in Wissenschaften und Komposition graduiert. 1922 begann er ein Postgraduales Studium in Komposition am Konservatorium, das er 1923 mit der Komposition des Klavierkonzerts b-moll op. 12 abschloss. Am 20. November 1924 wurde er Leiter der Abteilung für Komposition am Konservatorium. Im Mai 1931 ging  er für ein weiterführendes Studium ans Chicago Musical College bei Wesley La Violette. Im August 1932 ging er ohne Abschluss zurück nach Manila. 1933 erlangte Abelardo dann seinen Master an der National University der Philippinen. Zurück in Manila unterrichtete er wieder an der Universität. Zu seinen Schülern zählten Antonino Buenaventura, Alfredo Lozano und Lucino Sacramento.
Am 21. März 1934 starb im Alter von 41 Jahren in Manila. Er hinterließ seine Frau Sixta Naguiat mit sechs Kindern, von denen zwei Musiker wurden. Der Regisseur Richard Abelardo war sein Bruder.

## Werke (Auswahl)
Nicanor Abelardo bediente alle Musikformen der philippinischen Gesellschaft. Er komponierte Musik für Sarswelas [Zarzuela], Operetten und Opern, Sinfonien und Konzerte, Sonaten und Streichquartette, Suiten, Fugen, Ouvertüren, Balladen und Serenaden, Kunstlieder und die philippinischen Formen des Kunstliedes wie das klassische Kundiman, Kumintang, Balitaw und Danza, Vokalduette, Trios und Chormusik, Märsche und Hymnen, sowohl geistliche als auch patriotische, Charakterstücke wie Nocturne, Valse, Cavatina, Capriccio, Intermezzo, Polka, Fantasie impromptu, Reverie, Barcarole und Bolero, Schauspielmusiken, Sinfonische Dichtung, Tänze wie Foxtrott, Tango, Two-Step und Paso Doble, Volksliedarrangements und Kompositionen für verschieden besetzte Instrumentalensembles. Insgesamt hinterließ er mehr als 140 Kompositionen.
Er war nicht nur Musiker, sondern schrieb auch Texte zu seinen Kompositionen. Sie werden mit  zur besten poetischen Literatur seiner Zeit gerechnet.

### Werke mit Opuszahl
- Cavatine für Violine und Klavier op. 7. Abelardo komponierte das Stück 1921 im Rahmen der Erlangung des Lehrerzertifikats. Er widmete es seinem Freund und Kollegen Alejandro V. Orellano, der es uraufführte. Es ist ein beliebtes Stück philippinischer Instrumentalisten. Es existieren Bearbeitungen für Flöte und andere Streichinstrumente. Der Geiger und Dirigent Redentor Romero erstellte eine Orchesterfassung, die er mit dem Royal Philharmonic Orchestra aufführte. (Digitalisat beim IMSLP)
- Romanza für Cello und Klavier op. 8. Abelardo komponierte das Stück 1921 und widmete es Antonio Molina. Publiziert wurde es 1927. OCLC 53029264 Das Stück wurde vom Cellisten Renato Lucas und dem Pianisten Raul Sunico eingespielt.[11] (Digitalisat beim IMSLP)
- Concerto für Klavier und Orchester, b-moll op. 12, 1923. I. Allegro moderato misterioso II. Andante romántico III. Rondo. Allegro fantástico. Eingespielt wurde das Werk unter anderem von der Pianistin Luci Magalit und dem UP College of Music Centennial Festival Orchestra unter der Leitung von Josefino Chino Toledo am 24. September 2015 in der Abelardo Hall der  University of the Philippines. Die Aufnahme einer Aufführung der philippinischen Pianistin Virginia Laico Villanueva und dem Manila Symphony Orchestra unter der Leitung von Arturo Molina findet sich auf archive.org.[12]

### Werke ohne Opuszahl
- Amorosa, Foxtrott, um 1917, Text: Jesus Balmori (Digitalisat beim IMSLP)
- Ang Aking Bayan, 1922 (Digitalisat beim IMSLP)
- Ang Unang Buko, Walzer
- A Summer Idyll, für Violine
- A Visayan Caprice
- Ave Maria (Digitalisat beim IMSLP)
- Bituing marikit., Kundiman. Text in Tagalog: Servando Angeles.
- Caprice für Flöte, Violine und Piano: The flower and the bird [Die Blume und der Vogel]
- Cinderella, Konzertouvertüre, 1931 (Digitalisat beim IMSLP)
- Dakilang Punglo, Zarzuela, 1926 (Digitalisat beim IMSLP)
- Fantasia-Impromptu für Klavier, 1921 (Digitalisat beim IMSLP)
- First Nocturne [Erste Nocturne] für Klavier OCLC 989464238, 1921, eingespielt von Virginia Laico-Villanueva auf der CD Philippine classical piano music OCLC 227006427 (Digitalisat beim IMSLP)
- Himno kay Plaridel, 1920 (Digitalisat beim IMSLP)
- Himutok für Gesang und Klavier, 1928 (Digitalisat beim IMSLP)
- Historical Pageant für Blasorchester. 1922 I Ouvertüre II Sight of the Ship II-IV. Ohne Titel V. Dance of the Bolomen VI Ohne Titel VII. Shields and Spears VIII.  Ohne Titel IX. Kumintang Dance X. Ohne Titel XI. Pasadoble for Exit XII. Blood Compact (Digitalisat des Princess Dance (Klavierfassung) beim IMSLP)
- Hochzeitsmarsch für Orchester. Das Werk wurde am 23. August 1948 mit der Manil Municipal Symphony in Honolulu unter der Leitung von Ramon Tapales (1906–1995) aufgeführt.[13]
- Ikaw Rin!
- Kundiman für Violine und Klavier, 1923 (Digitalisat beim IMSLP)
- Kundiman ng Luha [Lied der Tränen], 1924 (Digitalisat beim IMSLP)
- Magbalik ka, Hirang!, 1925 (Digitalisat beim IMSLP)
- Mountain Suite für Orchester. Die Suite besteht aus vier Sätzen, die auf philippinischer Volksmusik basieren. Das Werk wurde am 19. August 1948 mit der Manil Municipal Symphony in Honolulu unter der Leitung von Antonino Buenaventura aufgeführt.[13]
- Mutya ng Pasig, Kundiman, 1926[9] Es existiert eine Bearbeitung für Violine und Klavier von der Geigerin Carmencita Lozada. 1997 spielte sie sie mit der Pianistin Adelheid Lechner ein. Veröffentlicht wurde die Aufnahme 2004 von der National Commission for Culture and the Arts in Manila.[14] (Digitalisat beim IMSLP)
- Naku Kenkoy, Foxtrot für Gesang und Klavier, 1930 (Digitalisat beim IMSLP)
- Nasaan Ka, iroq ? Kundiman, ein philippinisches Liebeslied, Text: Narciso S Asistio OCLC 989298282 (Digitalisat beim IMSLP)
- Panoramas für Violine, Viola, Flöte, Klavier und Celesta, 1932 I Dawn II Planting Rice III Afternoon Siesta-Lullaby IV Work in the Fields V Angelus VI Serenade VII Despedida (Digitalisat beim IMSLP)
- Paraluman für Singstimme und Klavier, Text: Mariano Velano, 1922 (Digitalisat beim IMSLP)
- Sa Iyong Kandungan Kundiman, 1929 (Digitalisat beim IMSLP)
- Serenade für Cello und Klavier, 1922
- Sinfonietta für Streichorchester
- Die Sonate G-Dur aus dem Jahr 1921 ist verschollen.
- A study Kumintang, für Klavier und Streichquartett, 27. Oktober 1932[9](Digitalisat beim IMSLP)
- Valse in Des-Dur,1922
- Valse Caprice, 1921
- Violinsonate, 1931[5]. Abelardo komponierte sie als Student am Chicago Musical College
- Visayan Caprice für Violine, Violoncello und Klavier, 1932 (Digitalisat beim IMSLP)
- U.P. Beloved, Hymne der Universität der Philippinen; gewann bei einem Kompositionswettbewerb der Universität

Er hinterließ auch eine Reihe unvollendeter Werke, wie eine Sinfonie, eine Oper und ein Konzert.

## Bewertung und Rezeption
Im Buch The Dynamic Teeners of the 21st Century, S. 70,  wird Nicanor Abelardo als Master of the Kundiman [Meister des Kundiman] bezeichnet. Nasaan Ka, iroq ? als one of the most popular kundiman song sung today [einer der populärsten Kundiman die heute noch gesungen werden]. Die Stellung Abelardos für das Kundiman wird hier verglichen mit der Stellung Franz Schuberts für das deutsche Lied. Beide hätten mit ihren Kompositionen das Kundiman sowie das Lied zu einer Kunstform erhoben.
Die Abelardo Hall, der Konzertsaal des College of Music an der  Universität der Philippinen-Diliman, sowie das Tanghalang Nicanor Abelardo, das Haupttheater des Kulturzentrums der Philippinen, sind  nach Nicanor Abelardo benannt.
Joseph B Ortiguera schreibt in seiner Dissertation Nicanor Abelardo, Violin Sonata von 2014: Abelardo ist bestens dafür bekannt, das philippinische Genre des Kundiman zu einer westlichen Kunstliedform erhoben zu haben. Des Weiteren werde er als populärster und einflussreichster der Komponisten während der Höhe der Klassik der philippinischen Musik, eines Zeitraums zwischen 1860 und Ende des Zweiten Weltkriegs, angesehen.
1949 drehte der Regisseur Richard Abelardo den Film Mutya ng Pasig, der vom Kundiman seines Bruders inspiriert war.
1982 erschien auf den Philippinen eine Gedenkbriefmarke mit dem Porträt Abelardos.

## Einspielungen
- The Songs Of Nicanor Abelardo. Mariqueño Music, LLC
- Conching Rosal-Immortal Kundiman Of The Philippines, Villar MLP 5039. Mit Kundiman Ng Luha. Mutya Ng Pasig. Bituin Marikit. Himutok
- Bituing Marikit. Elsa Oria, Gesang. Teofilo Alemania, Begleitung. Bituin BIT - 101; B-Seite
- Paglingon: Return Of The Native. Jacqui Magno, Gesang. Bookmark Audio XXX. Mit Bituing Marikit, Nasaan Ka Irog?, Pahiwatig und Mutya Ng Pasig